# Campionati italiani primaverili di nuoto 1997
I quarantaquattresimi campionati italiani primaverili di nuoto si sono svolti a Livorno dal 13 al 16 marzo 1997. È stata utilizzata la vasca da 50 metri.

## Podi

### Uomini
| Evento               | Oro | Tempo      | Argento               | Tempo    | Bronzo                | Tempo    |
| Stile libero         | |            |                       |          |                       |          |
| 50 m                 | René Gusperti                                                                                             | 23"00      | Lorenzo Vismara       | 23"17    | Piergiorgio De Felice | 23"23    |
| 100 m                | Lorenzo Vismara                                                                                           | 50"74      | Massimiliano Rosolino | 50"88    | Andrea Iemmi          | 51"74    |
| 200 m                | Massimiliano Rosolino                                                                                     | 1'49"01    | Emiliano Brembilla    | 1'51"07  | Paolo Ghiglione       | 1'52"48  |
| 400 m                | Emiliano Brembilla                                                                                        | 3'49"56    | Massimiliano Rosolino | 3'49"89  |                       | 3'55"60  |
| 1500 m               | Emiliano Brembilla                                                                                        | 15'13"45   |                       | 15'42"04 |                       | 15'42"86 |
| Dorso                | |            |                       |          |                       |          |
| 100 m                | Emanuele Merisi                                                                                           | 55"91      | Luca Bianchin         | 56"91    | Stefano Battistelli   | 57"28    |
| 200 m                | Emanuele Merisi                                                                                           | 2'00"00    | Stefano Battistelli   | 2'00"67  | Luca Bianchin         | 2'01"31  |
| Rana                 | |            |                       |          |                       |          |
| 100 m                | Domenico Fioravanti                                                                                       | 1'02"41    | Gianluca Marconi      | 1'04"08  | Fabio Farabegoli      | 1'04"41  |
| 200 m                | Davide Rummolo                                                                                            | 2'16"83    | Fabio Farabegoli      | 2'18"30  | Angelo Angiolieri     | 2'19"80  |
| Farfalla             | |            |                       |          |                       |          |
| 100 m                | Luca Belfiore                                                                                             | 55"29      | André Gusperti        | 55"49    | Nicola Pau            | 55"96    |
| 200 m                | Massimiliano Eroli                                                                                        | 2'01"58    | Alessandro Benvisto   | 2'02"73  | Andrea Oriana         | 2'02"99  |
| Misti                | |            |                       |          |                       |          |
| 200 m                | Massimiliano Rosolino                                                                                     | 2'03"02    | Claudio Ciapparelli   | 2'07"50  | Alessandro Borgialli  | 2'07"85  |
| 400 m                | Massimiliano Eroli                                                                                        | 4'23"88    | Claudio Ciapparelli   | 4'28"54  | Alessandro Borgialli  | 4'30"47  |
| Staffette            | |            |                       |          |                       |          |
| 4x100 m stile libero | Centro Sportivo Carabinieri Massimiliano Rosolino Paolo Ghiglione Davide Bicchierini Alessandro Bacchi    | 3'27"16    | Fiamme Gialle         | 3'27"53  | Rari Nantes Torino    | 3'28"51  |
| 4x200 m stile libero | Centro Sportivo Carabinieri Emiliano Brembilla Alessandro Bacchi Davide Bicchierini Massimiliano Rosolino | 7'32"48    | Fiamme Gialle         | 7'35"41  | Rari Nantes Torino    | 7'38"02  |
| 4x100 m mista        | Fiamme Gialle Luca Bianchin Domenico Fioravanti Luca Belfiore Emanuele Idini                              | 3'45"76 RI |                       |          |                       |          |

### Donne
| Evento               | Oro                                                                     | Tempo   | Argento             | Tempo   | Bronzo                | Tempo   |
| Stile libero         |                                                                         |         |                     |         |                       |         |
| 50 m                 | Karina Vanni                                                            | 26"53   | Cecilia Vianini     | 26"58   | Viviana Susin         | 26"65   |
| 100 m                | Cecilia Vianini                                                         | 57"28   | Viviana Susin       | 57"51   | Karina Vanni          | 57"61   |
| 200 m                | Cecilia Vianini                                                         | 2'04"32 | Anna Simoni         | 2'04"40 | Caterina Borgato      | 2'06"36 |
| 400 m                | Anna Simoni                                                             | 4'18"49 | Viola Valli         | 4'22"83 | Valentina Murano      | 4'23"89 |
| 800 m                | Anna Simoni                                                             | 8'51"01 | Viola Valli         | 8'53"89 | Giuliana Fiscon       | 8'58"41 |
| Dorso                |                                                                         |         |                     |         |                       |         |
| 100 m                | Francesca Bissoli                                                       | 1'03"61 | Lorenza Vigarani    | 1'03"88 | Maria Luisa Tavernini | 1'04"59 |
| 200 m                | Lorenza Vigarani                                                        | 2'14"68 | Francesca Bissoli   | 2'15"19 | Laura Porchianello    | 2'17"50 |
| Rana                 |                                                                         |         |                     |         |                       |         |
| 100 m                | Manuela Dalla Valle                                                     | 1'11"19 | Federica Biscia     | 1'12"61 | Sara Farina           | 1'13"53 |
| 200 m                | Federica Biscia                                                         | 2'34"96 | Manuela Dalla Valle | 2'36"42 | Elena Donati          | 2'37"68 |
| Farfalla             |                                                                         |         |                     |         |                       |         |
| 100 m                | Ilaria Tocchini                                                         | 1'01"72 | Francesca Bugamelli | 1'02"43 | Federica Biscia       | 1'03"78 |
| 200 m                | Paola Cavallino                                                         | 2'15"48 | Veronica Rodà       | 2'16"04 | Angela Peretti        | 2'16"61 |
| Misti                |                                                                         |         |                     |         |                       |         |
| 200 m                | Francesca Bissoli                                                       | 2'18"65 | Laura Porchianello  | 2'20"27 | Eva Masetti           | 2'23"90 |
| 400 m                | Laura Porchianello                                                      | 4'51"69 | Francesca Bissoli   | 4'55"06 | Anna Simoni           | 4'55"25 |
| Staffette            |                                                                         |         |                     |         |                       |         |
| 4x100 m stile libero | Aurelia Nuoto Cristina Chiuso Lucrezia Serrani Cavaniglia Viviana Susin | 3'55"10 | President Bologna   | 3'56"86 | Snam Gas Metano       | 4'00"16 |
| 4x200 m stile libero | DDS Manuela Dalla Valle Caterina Borgato Rossoni Flavia Rigamonti       | 8'30"84 | Aurelia Nuoto       | 8'32"42 | President Bologna     | 8'34"15 |
| 4x100 m mista        | Livorno Nuoto Federica Barsanti Lemmi Ilaria Tocchini Malacalza         | 4'23"26 | President Bologna   | 4'23"90 | Aurelia Nuoto         | 4'25"39 |

### Classifiche per società

#### Maschile
| Pos.    | Società | Pti |
| ------- | ------- | --- |
| Oro     |         |     |
| Argento |         |     |
| Bronzo  |         |     |
| 4.      |         |     |
| 5.      |         |     |
| 6.      |         |     |
| 7.      |         |     |
| 8.      |         |     |
| 9.      |         |     |
| 10.     |         |     |

#### Femminile
| Pos.    | Società | Pti |
| ------- | ------- | --- |
| Oro     |         |     |
| Argento |         |     |
| Bronzo  |         |     |
| 4.      |         |     |
| 5.      |         |     |
| 6.      |         |     |
| 7.      |         |     |
| 8.      |         |     |
| 9.      |         |     |
| 10.     |         |     |